# Santa María

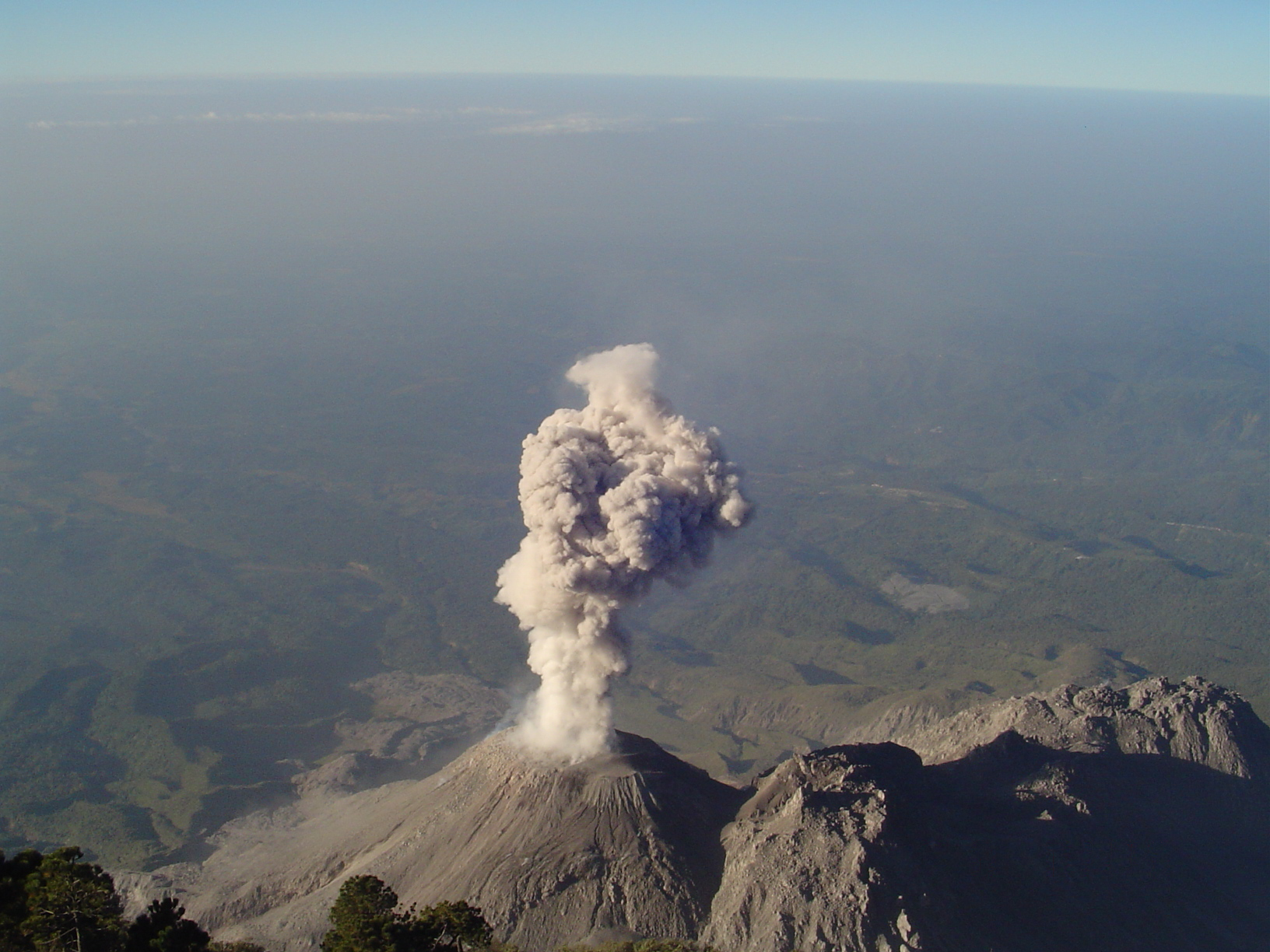
Santiaguito, Blick von der Bergspitze aus (2010)

Santa María ist ein 3772 m hoher aktiver Vulkan in Guatemala in der Nähe der Stadt Quetzaltenango. Er ist der gewaltigste in einer Kette von Stratovulkanen nahe der pazifischen Küste von Guatemala.

## Ausbrüche
Der Ausbruch des Jahres 1902 war der zweitstärkste Ausbruch im letzten Jahrhundert (Vulkanexplosivitätsindex VEI: 6) und verwüstete große Teile des Südwestens von Guatemala. Diese erste historisch überlieferte Eruption des Vulkans dauerte 19 Tage und erreichte am 25. Oktober 1902 ihren Höhepunkt. Von 1903 bis 1913 war der Vulkan in dem Krater aktiv, der beim Ausbruch von 1902 entstanden war.
Im Jahr 1902 war dies der dritte große Vulkanausbruch in Mittelamerika nach dem Soufrière auf St. Vincent am 7. Mai und der Montagne Pelée auf Martinique am 8. Mai.

## Santiaguito
Seit dem Jahr 1922 wächst kontinuierlich eine Lavakuppel, die Santiaguito („kleiner Santiago“) genannt wird. Der Santiaguito ist seit seiner Entstehung aktiv und mittlerweile ca. 2600 m hoch. Nach mehreren Ausbrüchen in den 1920er Jahren, stürzte der Lavadom des Vulkans bei einer Eruption im Jahr 1929 teilweise ein. Es kam zu einem pyroklastischen Strom, durch den schätzungsweise 2500 Anwohner des Vulkans starben.
Starke Ausbrüche ereigneten sich in den Jahren 2010, 2012 und 2016. Seither finden nahezu kontinuierlich kleine Explosionen mit periodischen Lavaergüssen, pyroklastischen Strömen und Laharen statt.